# Емма Гемінґ-Вілліс
Емма Гемінґ-Вілліс (англ. Emma Heming-Willis; 18 червня 1978, Мальта) — британська фотомодель та акторка.

## Життєпис
Емма Гемінґ народилася 18 червня 1978 року на Мальті, а росла у Великій Британії та у Каліфорнії (США).
З 21 березня 2009 року одружена з актором Брюсом Віллісом, з яким зустрічалася 15 місяців до весілля. У шлюбі дві дочки Мейбл Рей Вілліс (нар. 1 квітня 2012) і Евелін Пенн Вілліс (5 травня 2014).

## Кар'єра
Почала кар'єру актриси і фотомоделі в 2001 році. Працювала в канадській фірмі La Senza, рекламуючи нижню білизну. Знімалася для обкладинок провідних світових журналів Elle, Glamour, Shape. У 2005 році журнал Maxim включив Емму в список 100 найсексуальніших жінок світу під 86-м номером.
Була учасницею багатьох модних показів, представляючи одяг та аксесуари відомих модних марок - Herve Leger, John Galliano, Paco Rabanne, Christian Dior, Chanel, Maska, Thierry Mugler, Valentino, Emanuel Ungaro, Ralph Lauren, Victoria `s Secret.

## Фільмографія
| Рік  |    | Українська назва            | Оригінальна назва              | Роль                                        |
| ---- | -- | --------------------------- | ------------------------------ | ------------------------------------------- |
| 2001 | тф | Показ мод Victoria's Secret | Victoria's Secret Fashion Show | модель                                      |
| 2001 | ф  | Парфум                      | Perfume                        | модель #3                                   |
| 2006 | с  | Антураж                     | Entourage                      | дівчина в клубі (Епізод: "Three's Company") |
| 2007 | ф  | Ідеальний незнайомець       | Perfect Stranger               | Донна                                       |
| 2007 | ф  | Месники                     | The Comebacks                  | Меґан                                       |
| 2013 | ф  | РЕД 2                       | RED 2                          | Келлі                                       |